# Жур, Олег Степанович
Олег Степанович Жур (укр. Олег Степанович Жур; род. 22 февраля 1967, Добросин, Львовская область) — культурист, мастер спорта по тяжёлой атлетике (1984), тренер. Заслуженный мастер спорта Украины по бодибилдингу (1996).

## Биография
Родился 22 февраля 1967 года в Добросине. В 1992 году закончил Одесский медицинский институт им. Пирогова. Победитель (1996), серебряный (1994) и бронзовый (1995) призёр чемпионата мира по бодибилдингу среди любителей. С 1997 года проживает в Чехии, где в 1998—2002 годах выступал в профессиональной лиге. С 2007 года — главный тренер сборной Чехии по бодибилдингу.

## Достижения
Тяжёлая атлетика
- Наилучшие результаты: рывок 155 кг, толчок 202,5 кг в кат. до 75 кг
- Чемпион Мира среди железнодорожников (МССЖ) по тяж. атлетике 1988 г. в категории до 75 кг
- Призёр Чемпионатов Украины, ВЦСПС, «Локомотив», СКА по тяж. атлетике в кат. 67,5 кг и 75 кг
- Чемпион Молдавии 1986 года по тяж. атлетике в кат. до 75 кг, 8 место на Спартакиаде народов СССР в 1986 году в кат. до 82,5 кг

Культуризм
- Чемпион СССР 1990 г.
- 7-кратный чемпион Украины
- Абсолютный победитель Звезды содружества (Чемпионата СНГ) 1995 года в Москве
- Победитель и призёр международных соревнований в Чехии, Болгарии, Люксембурге, Грузии, Украине, Литве, России…
- Чемпионат Европы 1992 г. (Чехия, Острава) 3 место в кат. до 80 кг
- Чемпионат Мира 1993 г. (Корея, Сеул) 5 место в кат. до 80 кг
- Чемпионат Европы 1994 г. (Россия, Тюмень) 1 место в кат. до 75 кг
- Чемпионат Мира 1994 г. (Китай, Шанхай) 2 место в кат. до 75 кг[1]
- Чемпионат Мира 1995 г. (США, Гуам) 3 место в кат. до 80 кг[1]
- Чемпионат Мира 1996 г. (Иордания, Амман) 1 место в кат. до 80 кг[1]
- Последний турнир среди любителей «Золотой каштан» в Киеве 1997 г. — абсолютный победитель.